# Zielony Dąb (Osiek)
Zielony Dąb – część wsi Osiek w Polsce położona w województwie wielkopolskim, w powiecie rawickim, w gminie Pakosław.
W latach 1975–1998 Zielony Dąb administracyjnie należał do województwa leszczyńskiego.
W okresie Wielkiego Księstwa Poznańskiego (1815-1848) miejscowość należała do wsi mniejszych w ówczesnym pruskim powiecie Kröben (krobskim) w rejencji poznańskiej. Folwark Zielonydąb należał do okręgu jutroszyńskiego tego powiatu i stanowił część majątku Osiek, którego właścicielem była wówczas (1846) Szołdrska (z Grudzińskich). Według spisu urzędowego z 1837 roku wieś liczyła 10 mieszkańców, którzy zamieszkiwali jeden dym (domostwo). W skład majątku Osiek wchodziły wówczas także: Pomocno (22 domy, 193 osoby) oraz Zaorle (23 domy, 229 osób).